# Évelyne Istria
Pour les articles homonymes, voir Istria (homonymie).
Évelyne Istria est une actrice française.

## Biographie
Actrice essentiellement de théâtre, Évelyne Istria fut notamment une Électre mémorable dans les trois mises en scène d'Antoine Vitez de la tragédie éponyme de Sophocle (en 1966, 1971 et 1986).
Pour la télévision, elle a notamment joué dans La Famille Grossfelder, Pot-Bouille, etc.
Au cinéma, on l'a vue dans Maigret et l'Affaire Saint-Fiacre, Elle court, elle court la banlieue, L'Ordinateur des pompes funèbres, Monsieur Klein, Les Apprentis (Pierre Salvadori : 1995), etc.

## Théâtre
- 1963 : Les Officiers de Jakob Michael Reinhold Lenz, mise en scène de Jean Tasso, Théâtre Récamier
- 1963 : La Surprise de l'amour de Marivaux, mise en scène Pierre Debauche, Théâtre Daniel Sorano Vincennes
- 1963 : Judith de Friedrich Hebbel, mise en scène Pierre Debauche, Théâtre Daniel Sorano Vincennes : Mirdza[2]
- 1964 : Judith de Friedrich Hebbel, mise en scène Pierre Debauche, Studio des Champs-Élysées
- 1964 : Le Trèfle fleuri de Rafael Alberti, mise en scène Pierre Debauche, Théâtre Daniel Sorano Vincennes
- 1965 : Les Bargasses de Marc'O, mise en scène de l'auteur, Théâtre Édouard VII, Studio des Champs-Élysées
- 1965 : Les Ennemis de Maxime Gorki, mise en scène Pierre Debauche, Festival de Nanterre
- 1965 : Le Square de Marguerite Duras, mise en scène Alain Astruc, Théâtre Daniel Sorano
- 1966 : Électre de Sophocle, mise en scène Antoine Vitez, Théâtre-Maison de la culture de Caen, tournée
- 1969 : Fin de carnaval de Josef Topol, mise en scène Pierre Debauche, Théâtre des Amandiers
- 1971 : Électre de Sophocle, mise en scène Antoine Vitez, Théâtre des Amandiers, tournée
- 1972 : Électre de Sophocle, mise en scène Antoine Vitez, Théâtre des Quartiers d'Ivry, Comédie de Saint-Étienne
- 1972 : Donna Mobil de Claude Prey, mise en scène Roger Kahane, Espace Cardin
- 1973 : Mère Courage de Bertolt Brecht, mise en scène Antoine Vitez, Théâtre des Amandiers, Théâtre des Quartiers d'Ivry
- 1975 : La Mouette d'Anton Tchekhov, mise en scène Lucian Pintilie, Théâtre de la Ville
- 1975 : Dom Juan de Molière, mise en scène Arlette Téphany
- 1976 : Isaac et la sage femme de Victor Haïm, mise en scène Étienne Bierry, Théâtre de Poche Montparnasse
- 1976 : Gilles de Rais de Roger Planchon, mise en scène de l'auteur, TNP Villeurbanne
- 1977 : Le Songe d'une nuit d'été de William Shakespeare, mise en scène Petrika Ionesco, Théâtre des Amandiers
- 1977 : Gilles de Rais de Roger Planchon, mise en scène de l'auteur, Théâtre national de Chaillot
- 1980 : Le Mariage de Figaro de Beaumarchais, mise en scène Françoise Petit et Maurice Vaudaux, Théâtre de Paris
- 1983 : Falsch de René Kalisky, mise en scène Antoine Vitez, Théâtre national de Chaillot
- 1986 : Le plaisir des autres d'Agnès Mallet d'après Cesare Pavese, mise en scène Gilles Gleizes Théâtre 14
- 1986 : Électre de Sophocle, mise en scène Antoine Vitez, Théâtre national de Chaillot
- 1986 : La Charrue et les étoiles de Seán O'Casey, mise en scène Bernard Sobel, Théâtre de Gennevilliers
- 1988 : Hécube d'Euripide, mise en scène Bernard Sobel, Théâtre de Gennevilliers
- 1990 : Cabinet de lectures de Dominique Dupuy, mise en scène Claude Yersin, Festival d'Avignon
- 1991 : Le Pilier de Yachar Kemal, mise en scène Mehmet Ulusoy, Théâtre national de la Colline, Théâtre Jean Vilar Louvain-la-Neuve
- 1993 : Le Renard du nord de Noëlle Renaude, mise en scène de Robert Cantarella, Théâtre Ouvert, Théâtre 13
- 1995 : Medea de Sénèque, mise en scène Christophe Rouxel, Nouveau théâtre d'Angers
- 1997 : Poèmes d'Antoine Vitez, lecture Festival d'Avignon
- 1998 : Dans la jungle des villes de Bertolt Brecht, mise en scène Stéphane Braunschweig, Théâtre national de la Colline
- 1999 : Mais aussi autre chose de Christine Angot, mise en scène d'Alain Françon, Théâtre Ouvert
- 1999 : Roméo et Juliette de William Shakespeare, mise en scène Stuart Seide, Théâtre du Nord, Théâtre Nanterre-Amandiers
- 2000 : Auprès de la mer intérieure d'Edward Bond, mise en scène Stuart Seide, Théâtre du Nord
- 2001 : Auprès de la mer intérieure d'Edward Bond, mise en scène Stuart Seide, Théâtre de Gennevilliers
- 2001 : Oncle Vania d’Anton Tchekhov, mise en scène Charles Tordjman, Théâtre de la Manufacture
- 2001 : Au bord de la vie de Gao Xingjian, mise en scène Alain Timar, Théâtre des Halles, Avignon
- 2004 : Oncle Vania d'Anton Tchekhov, mise en scène Yves Beaunesne, Théâtre de Saint-Quentin, Théâtre de la Criée, Théâtre national de Chaillot
- 2005 : Le Diable de Marina Tsvetaïeva, mise en scène Balázs Gera, Théâtre de la Manufacture
- 2005 : Oncle Vania d'Anton Tchekhov, mise en scène Yves Beaunesne, Théâtre national de la Colline
- 2005 : Marcia Hesse de Fabrice Melquiot, mise en scène Emmanuel Demarcy-Mota, Comédie de Reims, Théâtre des Abbesses
- 2006 : Filumena Marturano d'Eduardo De Filippo, mise en scène Gloria Paris, Théâtre de l'Athénée-Louis-Jouvet
- 2006 : Les Barbares de Maxime Gorki, mise en scène Éric Lacascade, Comédie de Caen, Festival d'Avignon, Théâtre national de Toulouse Midi-Pyrénées, Comédie de Reims, TNBA
- 2006 : Marcia Hesse de Fabrice Melquiot, mise en scène Emmanuel Demarcy-Mota, Théâtre de la Ville
- 2007 : Les Barbares de Maxime Gorki, mise en scène Éric Lacascade, Théâtre national de la Colline, Théâtre des Célestins, Théâtre du Nord
- 2007 : Au but de Thomas Bernhard, mise en scène Guillaume Lévêque, Théâtre national de la Colline
- 2007 : Filumena Marturano d'Eduardo De Filippo, mise en scène Gloria Paris, tournée
- 2009 : Lorenzaccio d'Alfred de Musset, mise en scène Yves Beaunesne, Opéra de Dijon, tournée
- 2010 : Lorenzaccio d'Alfred de Musset, mise en scène Yves Beaunesne, TNP Villeurbanne, tournée
- 2011 : Dreamers de Daniel Keene, mise en scène Sébastien Bournac, Théâtre national de Toulouse Midi-Pyrénées
- 2015 : Demain dès l'aube de Pierre Notte, mise en scène Noémie Rosenblatt - Compagnie du Rouhault
- 2017 : La Mort de Tintagiles de Maurice Maeterlinck, mise en scène Géraldine Martineau, théâtre de la Tempête

## Filmographie

### Cinéma
- 1959 : Maigret et l'affaire Saint-Fiacre de Jean Delannoy
- 1966 : Le Baldaquin, court métrage, de Chantal Rémy
- 1973 : Elle court, elle court la banlieue de Gérard Pirès
- 1974 : Les Guichets du Louvre de Michel Mitrani
- 1975 : L'Ordinateur des pompes funèbres de Gérard Pirès
- 1995 : Les Apprentis de Pierre Salvadori
- 2004 : La confiance règne d'Étienne Chatiliez
- 2022 : Petite Leçon d'amour d'Ève Deboise : Mme Marquet
- 2023 : Quand tu seras grand d'Andréa Bescond, personnage de Gigi

### Télévision
- 1962 : Les Trois Chapeaux claques, téléfilm de Jean-Pierre Marchand : Trudy
- 1965 : Gaspard des montagnes de Jean-Pierre Decourt
- 1968 : Provinces (émission "La mère"), série télévisée de Robert Mazoyer
- 1968 : Don Juan revient de guerre de Marcel Cravenne
- 1969 : Que ferait donc Faber ? (série) réal. par  Dolorès Grassian
- 2024 : Machine (série) : la voix de la grand-mère
- 2025 : Maudits de Chloé Micout